# Hake (beslag)

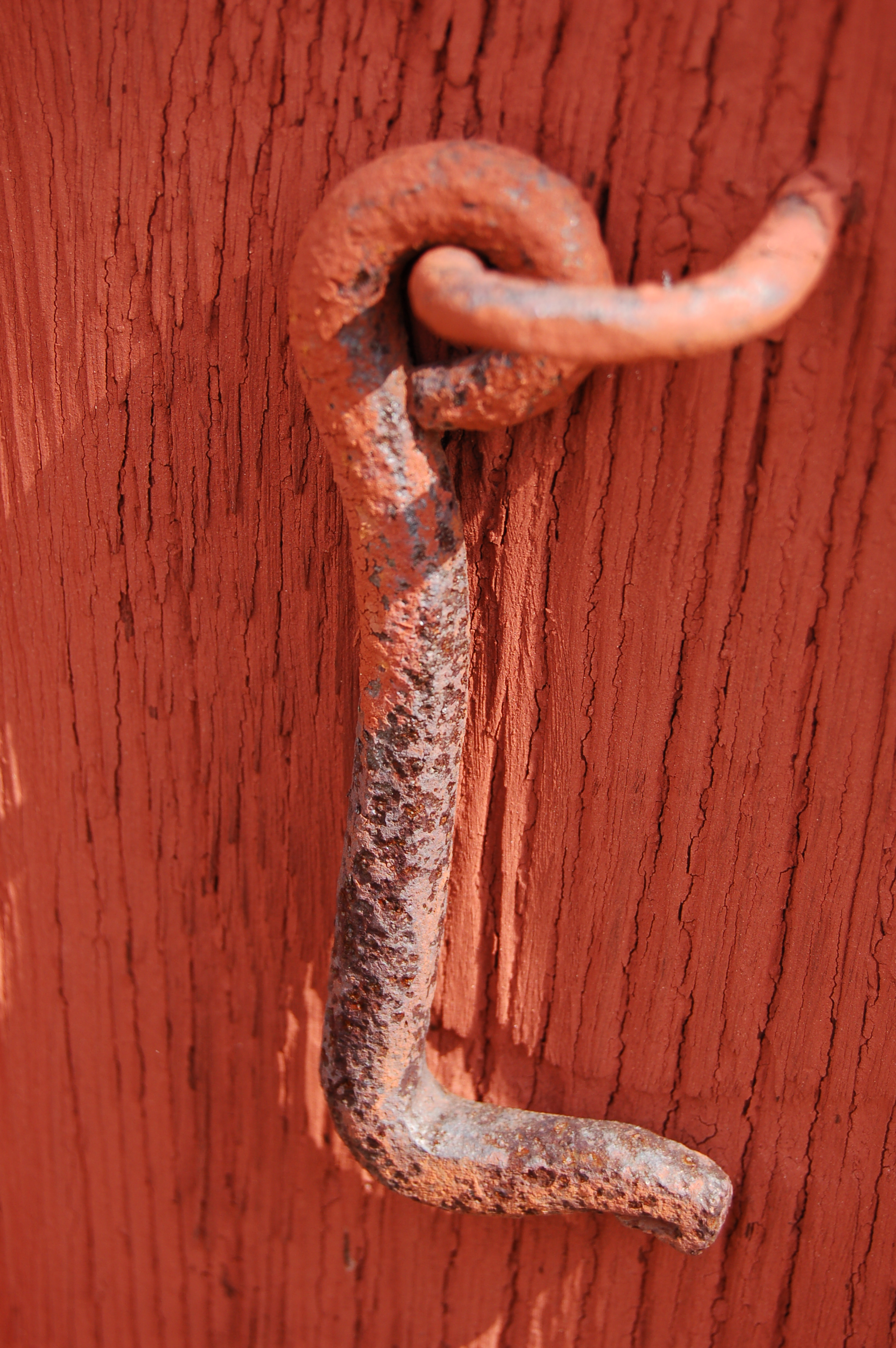
Dörrhake

Hake, kasthake eller hasp är ett beslag som används för att hålla en dörr, lucka eller lock stängt. Den består ofta av en rörlig metallkrok som fälls ned i en märla eller annan fästanordning.

## Dörrhake
En dörrhake eller dörrhasp används för att hålla en dörr stängd. Den består av en rörlig metallkrok som är monterad nära dörrens ytterlångsida och som fälls ned i en märla monterad på dörrposten. 

## Schatullhake

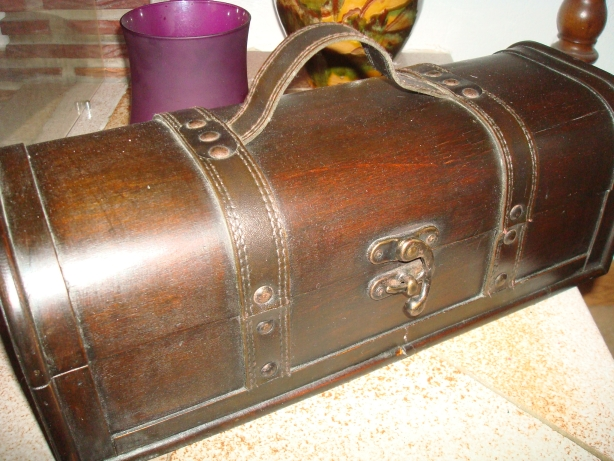
Schatullhake som används för att hålla en låda stängd.

Schatullhake är en hake som används på schatull för att hålla locket stängt. Dessa är mindre än andra hakar och ofta är haken platt. 